# Guy van Zuylen van Nyevelt
Guy Joseph Marie Ghislain van Zuylen van Nyevelt (Brugge, 3 juli 1809 - 1 december 1852) was gemeenteraadslid van Brugge. Hij dankt zijn bekendheid vooral aan het feit dat hij de peter was van de priester-dichter Guido Gezelle.

## Levensloop
Baron Guy van Zuylen was een zoon van Joseph-Ghislain van Zuylen van Nyevelt (1761-1824) en zijn tweede echtgenote Jeanne Arents de Beerteghem (1781-1866). Joseph was eerst getrouwd met Marie-Isabelle de Peneranda de Franchimont (1770-1807), met wie hij een dochter en een zoon had. De dochter, Julienne van Zuylen van Nyevelt (1794-1866), trouwde met haar neef Jean-Jacques van Zuylen van Nyevelt (1752-1846) en ze liggen aan de basis, met hun dertien kinderen, van de enige tak van de Zuid-Nederlandse van Zuylen van Nyevelts die voor nageslacht heeft gezorgd, tot heden. 
Guy was de oudste uit het tweede huwelijk van Joseph. Hij had een zus, Mathilde (1811-1813), en een broer, Frederic (1814-1881). In tegenstelling tot andere leden van de familie, die adelserkenning verkregen kort na de oprichting van het Verenigd koninkrijk der Nederlanden, werd aan Joseph geen adelserkenning verleend, waarschijnlijk omdat hij die niet had aangevraagd. Pas in 1827 vroegen en in 1828 verkregen zijn zoons de adelserkenning met de titel van baron voor al hun nakomelingen. 
Guy was sinds 1827 ingeschreven aan de Rijksuniversiteit Gent en wellicht was hij nog niet afgestudeerd toen hij het peterschap van Guido Gezelle aanvaardde. Hij trad in 1830 alvast toe tot het gezelschapsleven in Brugge en werd lid van de keizerlijke schuttersgilde van Sint-Kruis. De vrijgezel werd er, om hem te onderscheiden van andere van Zuylens, ingeschreven onder de naam van zijn beide ouders als 'Guy van Zuylen Arents'.
Hij was, ongewoon voor iemand van zijn familie, in zijn jonge jaren eerder links en republikeins. Dit mag men tenminste afleiden uit het feit dat hij een tijd als secretaris werkte in dienst van de republikein Louis de Potter. Toen de revolutie anders uitdraaide en het Koninkrijk België in 1830 tot stand kwam, draaide hij stilaan bij.
In het begin van de jaren veertig had hij een reputatie verworven van eigengereid jongmens en waanwijze duivel-doet-al. Dit was geen goede basis om te slagen in zijn politieke ambitie. Op liberale steun moest hij niet rekenen en de Journal de Bruges ontketende in oktober 1842 een echte campagne tegen hem. Hij had nochtans zijn best gedaan zich te doen aanvaarden, onder meer door dat jaar lid te worden van het liberale bastion, de schuttersgilde van Sint-Sebastiaan in de Carmersstraat. Ook van katholieke zijde was de steun eerder gering. Niettemin werd hij bij de verkiezing van 25 oktober 1842 voor een gedeeltelijke vernieuwing van de Brugse gemeenteraad als raadslid verkozen. Hij zetelde slechts een paar jaar en bij een volgende verkiezing was hij geen kandidaat meer. Wel was hij nadien nog lid van de gemeentelijke Commissie voor Armenzorg.
De kritiek op hem in de Journal de Bruges kon het gevolg zijn van de conservatieve houding die de vroegere volgeling van De Potter had aangenomen. Hij was immers in mei 1842, samen met de leraar Jan Antoon De Jonghe (1797-1861), de medeoprichter van een van de eerste 'volksmaatschappijen' in Brugge, een kring onder de naam Oud Brugge, die als bepaald conservatief doel had naar middeleeuws model het oude ambachtensysteem nieuw leven in te blazen, waarbij patroons en arbeiders zich zouden verenigen. Een eerste vergadering op 25 mei 1842 bracht heel wat belangstellenden bijeen, maar het herstellen van de ambachten van voor de Franse Revolutie was duidelijk niet meer actueel en het initiatief mislukte. Het had nochtans heel wat belangstelling gewekt in de nationale en zelfs internationale pers en had een meer dan gewone belangstelling genoten in sociaal-radicale milieus.
Later was hij ook ondervoorzitter van de koorvereniging La Société des Choeurs en secretaris van de provinciale maatschappij voor bloemen en planten.
Guy van Zuylen trouwde in 1835 met Emilie Wauwermans (Sint-Joost-ten-Node, 1809 - Brugge, 1892) en ze hadden een zoon en een dochter. Zij was een dochter van de burgemeester van Sint-Joost-ten-Node, Jean-François Wauwermans (1776-1856). Na korte tijd in Brussel en in Gent te hebben gewoond, vestigde zich het gezin in een huurhuis op het Oosterlingenplein in Brugge. In 1844 kocht van Zuylen een nieuw huis in de Spanjaardstraat, 18. Hij was pas 43 toen hij op 1 december 1852 overleed.

## Peter van Guido Gezelle
Hoe Guy van Zuylen van Nyevelt de peter werd van Guido Gezelle en hem zijn voornaam gaf, is nooit met zekerheid achterhaald. De tuinbouwgrond waar vader Pieter Gezelle op werkte, behoorde toe aan het echtpaar Theodoor van de Walle (1780-1848) en Isabelle van Zuylen van Nyevelt (1796-1889). Nochtans werd niet Theodoor als peter gekozen, maar een neef, de nog heel jonge zoon van Joseph-Ghislain van Zuylen van Nyevelt. Een merkwaardige keuze, als men weet dat Guy een medewerker was van de revolutionaire denker De Potter.
De keuze van een adellijk persoon als peter of meter kwam vaak voor, met de bedoeling de boreling te koppelen aan een invloedrijke beschermer. Het was niet noodzakelijk iemand die goed bekend was met het gezin. Guy van Zuylen verontschuldigde zich trouwens op de dag van de geboorte, het doopsel niet te kunnen bijwonen, vanwege een verkoudheid of zoiets, en liet zich vervangen door zijn huisknecht Jan-Baptist Pille. Het is niet uit te sluiten dat de jonge Gezelle in de volgende jaren contacten had met zijn peter – al was het maar met Nieuwjaar –, ook al is er geen bewijs gevonden.
Het is anderzijds wel bekend dat Gezelle contacten had met andere leden van de familie van Zuylen van Nyevelt. In 1861 schreef hij een huldedicht aan Zuster Philomena, baronesse van Zuylen van Nyevelt. Anne van Zuylen van Nyevelt (1806-1885) was in 1836 als een van de eerste toegetreden tot de door Charles Carton gestichte zustercongregatie voor de opvoeding en opleiding van dove en stomme kinderen.
In 1864 schreef hij een lang huldedicht ter ere van de broer van zuster Philomena, kanunnik François van Zuylen van Nyevelt (1800-1883), bij de viering van zijn zilveren jubileum als pastoor van het Sint-Janshospitaal in Brugge. Voor diezelfde gelegenheid schreef hij ook een luimig tafelgedicht. Zuster Philomena en kanunnik François waren een schoonzus en een schoonbroer van de vroegere huiseigenaar van Pieter Gezelle, Theodoor van de Walle - van Zuylen. Ze behoorden tot de elf kinderen van baron Marie-Dominique van Zuylen van Nyevelt (1769-1846) en van Philippine van Hamme de Stampaertshoucke (1775-1867). Guy van Zuylen (die toen al overleden was) was dus een neef.
In 1890 schreef Gezelle een gedicht voor de plechtige communie van Henry van Zuylen van Nyevelt (1878-1906), die een kleinzoon was van zijn peter en een zoon van François van Zuylen van Nyevelt (1835-1907) en van Mathilde van Pottelsberghe de la Potterie (1837-1927). De jonge man werd eerste luitenant op het schoolschip graaf de Smet de Naeyer en was een van de 33 opvarenden die omkwamen tijdens een storm in de Golf van Biskaje op 19 april 1906. Het gedicht, dat in de familie zeer in eer werd gehouden, luidde:
Van Zuylen is uw naam, en eerlijk erfgenot:
dien name en eer getrouw beware u immer God!
Niet elk en valt de kans, uit vrijen stam gewonnen,
te mogen putten aan zoo heldere levensbronnen
als gij, die, heden zelf, door God gesterkt, de baan
des levens onbevreesd bereid zijt in te gaan.
Gaat vrij dan en gemoed zoo eens uwe ouderen waren;
geen schrik beneme u 't hert, geen vijand, geen gevaren;
gaat voorwaards, edele borst, en zoo gij zijt, zoo blijft
eene echte blom van 't bloed dat in uwe aderen drijft.
Vergeet ons niet, maar voert dóór al uw' levensjaren
't geheugen meê van hen die u begroetend waren
en zeiden: Wel begonst; vaart voort nu, fier en sterk,
en weze ons eere en troost uw dapper mannenwerk!

## Voetnoten
1. ↑  Guido Gezelle, Verzameld dichtwerk, Deel 2, Antwerpen-Amsterdam, 1980, blz. 301-304
2. ↑  Verzameld dichtwerk, Deel 2, Antwerpen-Amsterdam, 1980, blz. 292-293 en 297-298.
3. ↑  Verzameld dichtwerk, Deel 3, Antwerpen-Amsterdam, 1981, blz. 323.